# Dignitatis humanae
A Dignitatis humanae a második vatikáni zsinat nyilatkozata a vallásszabadságról, amelynek megfogalmazását a zsinat egyik legnagyobb jelentőségű eredményének tartják.
A nyilatkozatot az összegyűlt püspökök közül 2308-an támogatták és 70-en szavaztak ellene. Hivatalosan 1965. december 7-én bocsátotta ki VI. Pál pápa.
A katolikus hagyománynak megfelelően a latin nyelvű zsinati dokumentum címét kezdő szavairól kapta. Dignitatis humanae personae jelentése: „az emberi személy méltóságának” (ti. tudatára).
Megszövegezésében és elfogadtatásában alapvető szerepe volt John Courtney Murray amerikai jezsuita papnak.

## Rövid összefoglalása
A nyilatkozatban megfogalmazott szándék szerint „a Szent Zsinat e vallásszabadságról tárgyalva ki akarja bontakoztatni az újabbkori pápák tanítását az emberi személy sérthetetlen jogairól és a társadalom jogrendjéről.”
A Zsinat a nyilatkozatban fenntartotta, hogy a katolikus és apostoli Egyházat tartja az egyetlen igaz vallásnak. De kimondta azt is, hogy ez nem áll ellentétben a vallásszabadság szükségességével, amelyhez az emberi méltósághoz való jogból eredően mindenkinek minden kényszertől mentesen joga van, hiszen az igazság keresésének kötelessége „az embereket lelkiismeretükben érinti és kötelezi; s nem is hathat másképpen az igazság, csak a saját erejével, mely szelíden és mégis erőteljesen hatol az elmékbe.”
„E szabadság abban áll, hogy minden embernek mentesnek kell lennie egyesek, társadalmi csoportok vagy bárminemű emberi hatalom kényszerítő hatásától, mégpedig úgy, hogy a vallás tekintetében senki se legyen kénytelen lelkiismerete ellen cselekedni, s ne is akadályozzák abban, hogy – jogos határok közt – magánéletében vagy nyilvánosan, egymagában vagy közösségben lelkiismerete szerint cselekedjék. Kijelenti továbbá, hogy a vallásszabadság valójában az emberi személy méltóságán alapszik, amint ez a méltóság mind az Isten kinyilatkoztatott szavából, mind magából az emberi értelemből megismerhető. Az emberi személy e jogát a vallásszabadsághoz a társadalom jogrendjében úgy kell elismerni, hogy polgári joggá váljon” – tette hozzá a dokumentum.